# Минчев, Никола
Никола Минчев (макед. Никола Минчев; 2 ноября 1915 года, Кавадарци, Османская империя — 6 апреля 1997 года, Скопье, Республика Македония) — югославский и македонский государственный деятель, участник народно-освободительной борьбы 1941—1944 гг.
По профессии учитель. В 1941 году стал участвовать в Народно-освободительной борьбе, вступил в Компартию, был командиром партизанского отряда «Добри Даскалов» и командующим 3-й оперативной зоной. Он был избран членом Второй сессии АВНОЮ и Первой сессии АСНОМ.
После освобождения Минчев стал первым министром образования в правительстве Народной Республики Македонии (1945—1947), членом парламента Македонии и Югославии. Затем был министром федерального правительства Югославии, председателем македонского правительства (1965—1968) и Национального собрания Республики Македонии (1968—1974). Активно участвовал в создании и принятии Конституции 1974 года. До 1983 года был членом парламента СФРЮ.